# NGC 4276
NGC 4276 este o galaxie spirală situată în constelația Fecioara. A fost descoperită în 1881 de către Christian Heinrich Friedrich Peters. Se află la o distanță de 38,9 de megaparseci de Pământ.